# Arquidiócesis de Bulawayo
La arquidiócesis de Bulawayo (en latín: Archidioecesis Bulauaien(sis) y en inglés: Roman Catholic Archdiocese of Bulawayo) es una circunscripción eclesiástica latina de la Iglesia católica en Zimbabue, sede metropolitana de la provincia eclesiástica de Bulawayo. La arquidiócesis tiene al arzobispo Alex Thomas Kaliyanil, S.V.D. como su ordinario desde el 20 de junio de 2009.

## Territorio y organización
La arquidiócesis tiene 69 546 km² y extiende su jurisdicción sobre los fieles católicos de rito latino residentes en la ciudad de Bulawayo y los distritos de Bulilima, Mangwe, Nyamandhlovu, Tsholotsho, Bubi, parte de Lupane y Nkayi (con el río Shangani como límite), Insiza, Umzingwane, Beitbridge, Matobo y Gwanda (al oeste del río Umzingwane).
La sede de la arquidiócesis se encuentra en la ciudad de Bulawayo, en donde se halla la Catedral basílica de la Inmaculada Concepción.
En 2018 en la arquidiócesis existían 47 parroquias.
La arquidiócesis tiene como sufragáneas a las diócesis de: Gweru, Hwange y Masvingo. 

## Historia
La misión sui iuris de Bulawayo fue erigida el 4 de enero de 1931 con el breve Congregationis Missionariorum del papa Pío XI, obteniendo el territorio de la prefectura apostólica de Salisbury (hoy arquidiócesis de Harare).
El 18 de julio de 1932 en virtud del breve Admonet Nos del papa Pío XI, la misión sui iuris fue elevada a prefectura apostólica.
El 13 de abril de 1937 la prefectura apostólica fue elevada a vicariato apostólico con la bula Ad maiorem dignitatis del papa Pío XI.
El 29 de junio de 1953 cedió una parte de su territorio para la erección de la prefectura apostólica de Wankie (hoy diócesis de Hwange) mediante la bula Ad Christi religionem del papa Pío XII.
El 1 de enero de 1955, con la bula Quod Christus del papa Pío XII, el vicariato apostólico fue elevado a diócesis, sufragánea de la arquidiócesis de Salisbury.
El 2 de abril de 1959 cedió otra porción de territorio para la erección de la prefectura apostólica de Bechuanalandia (hoy diócesis de Gaborone) mediante la bula Cum Venerabiles Fratres del papa Juan XXIII.
El 5 de diciembre de 1976 el obispo emérito Adolph Gregory Schmitt y otros dos misioneros fueron asesinados en una emboscada a lo largo de la carretera, por considerarlos "enemigos del pueblo".
El 10 de junio de 1994 fue elevada al rango de arquidiócesis metropolitana con la bula Ipso bene iuvante del papa Juan Pablo II.

## Estadísticas
De acuerdo con el Anuario Pontificio 2019 la arquidiócesis tenía a fines de 2018 un total de 65 090 fieles bautizados.
| Año                                                                             | Población            | Población | Población      | Sacerdotes | Sacerdotes    | Sacerdotes    | Bautizados por sacerdote | Diáconos permanentes | Religiosos | Religiosos | Parroquias |
| Año                                                                             | Bautizados católicos | Total     | % de católicos | Total      | Clero secular | Clero regular | Bautizados por sacerdote | Diáconos permanentes | Varones    | Mujeres    | Parroquias |
| ------------------------------------------------------------------------------- | -------------------- | --------- | -------------- | ---------- | ------------- | ------------- | ------------------------ | -------------------- | ---------- | ---------- | ---------- |
| 1950                                                                            | 13 654               | 370 000   | 3.7            | 21         | 4             | 17            | 650                      |                      | 8          | 7          | 10         |
| 1959                                                                            | 31 771               | 486 851   | 6.5            | 40         | 1             | 39            | 794                      |                      | 54         | 177        | 6          |
| 1970                                                                            | 60 544               | 668 500   | 9.1            | 47         | 2             | 45            | 1288                     |                      | 65         | 204        | 12         |
| 1980                                                                            | 71 511               | 820 000   | 8.7            | 37         | 7             | 30            | 1932                     | 9                    | 45         | 141        | 25         |
| 1990                                                                            | 95 630               | 1 247 643 | 7.7            | 49         | 8             | 41            | 1951                     | 5                    | 52         | 172        | 30         |
| 1999                                                                            | 113 782              | 1 600 000 | 7.1            | 60         | 16            | 44            | 1896                     | 10                   | 56         | 167        | 31         |
| 2000                                                                            | 107 515              | 1 648 000 | 6.5            | 57         | 13            | 44            | 1886                     | 10                   | 59         | 190        | 31         |
| 2001                                                                            | 105 675              | 1 694 000 | 6.2            | 61         | 20            | 41            | 1732                     | 10                   | 54         | 174        | 34         |
| 2002                                                                            | 108 332              | 1 745 000 | 6.2            | 75         | 28            | 47            | 1444                     | 10                   | 59         | 157        | 35         |
| 2003                                                                            | 109 839              | 1 790 000 | 6.1            | 68         | 26            | 42            | 1615                     | 10                   | 70         | 143        | 38         |
| 2004                                                                            | 111 957              | 1 830 000 | 6.1            | 70         | 28            | 42            | 1599                     | 10                   | 69         | 142        | 38         |
| 2006                                                                            | 113 266              | 1 849 000 | 6.1            | 59         | 27            | 32            | 1919                     | 20                   | 44         | 140        | 38         |
| 2007                                                                            | 115 793              | 1 858 000 | 6.2            | 81         | 33            | 48            | 1429                     | 5                    | 59         | 160        | 39         |
| 2012                                                                            | 121 000              | 2 031 000 | 6.0            | 82         | 39            | 43            | 1475                     | 19                   | 117        | 149        | 43         |
| 2015                                                                            | 61 099               | 2 161 000 | 2.8            | 93         | 48            | 45            | 656                      | 19                   | 120        | 147        | 44         |
| 2018                                                                            | 65 090               | 2 302 000 | 2.8            | 85         | 41            | 44            | 765                      | 16                   | 115        | 137        | 47         |
| Fuente: Catholic-Hierarchy, que a su vez toma los datos del Anuario Pontificio. |                      |           |                |            |               |               |                          |                      |            |            |            |

## Episcopologio
- Ignazio Arnoz, M.H.M. † (27 de abril de 1931-26 de febrero de 1950 falleció)
- Adolph Gregory Schmitt, C.M.M. † (23 de diciembre de 1950-9 de mayo de 1974 renunció)
- Ernst Heinrich Karlen, C.M.M. † (9 de mayo de 1974-24 de octubre de 1997 retirado)
- Pius Alick Mvundla Ncube (24 de octubre de 1997-11 de septiembre de 2007 renunció)
- Alex Thomas Kaliyanil, S.V.D., desde el 20 de junio de 2009